# هیرویوکی تومیتا
هیرویوکی تومیتا (به انگلیسی: Hiroyuki Tomita) ژیمناست زادهٔ ۲۱ نوامبر ۱۹۸۰ میلادی اهل کشور ژاپن است.